# Castianeira longipalpa
Castianeira longipalpa är en spindelart som först beskrevs av Nicholas Marcellus Hentz 1847.  Castianeira longipalpa ingår i släktet Castianeira och familjen flinkspindlar. Inga underarter finns listade.